# Rhinocorynura capitata
Rhinocorynura capitata là một loài Hymenoptera trong họ Halictidae. Loài này được Moure mô tả khoa học năm 2001.